# آرمن ماروتیان
آرمن ماروتیان (ارمنی: Արմեն Նաիրիի Մարության؛  انگلیسی: Armen Marutyan؛ ۱۹ دسامبر ۱۹۵۱) یک بازیگر اهل ارمنستان است. وی از سال میلادی تا کنون فعالیت می‌کند.

## زندگی‌نامه
وی در ۱۹ دسامبر ۱۹۵۱ در ایروان به دنیا آمد و از فارغ‌التحصیل شد. وی همچنین برندهٔ جوایزی همچون مدال موسس خورناتسی و هنرمند افتخاری جمهوری ارمنستان شده‌است.

## گزیده فیلمشناسی
از فیلم‌ها یا برنامه‌های تلویزیونی که وی در آن نقش داشته‌است می‌توان به ستاره امید، ودکا لیموترش، وندتا اشاره کرد.

## نگارخانه

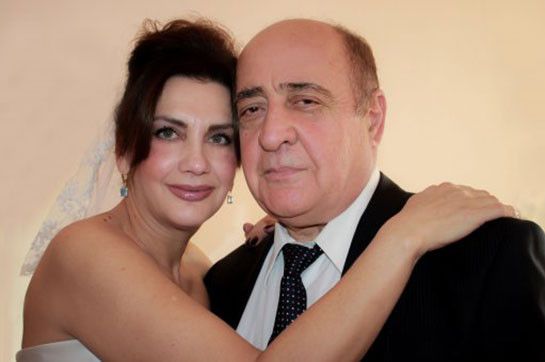
آرمن ماروتیان و همسرش